# Ukweli Roach
Ukweli Roach (Derby, 22 settembre 1985) è un attore britannico.

## Filmografia

### Cinema
- StreetDance 3D, regia di Max Giwa e Dania Pasquini (2010)

### Televisione
- Eternal Law – serie TV, 6 episodi (2012)
- Monroe – serie TV, episodio 2x06 (2012)
- Starlings – serie TV, 12 episodi (2012-2013)
- Drifters – serie TV (2013)
- Silk – serie TV, episodio 3x02 (2014)
- Grantchester – serie TV, 2 episodi (2014)
- The Royals – serie TV, 9 episodi (2015)
- Blindspot – serie TV, 32 episodi (2015-2020)
- Hard Sun - serie TV, 3 episodi (2018)
- Humans – serie TV, 5 episodi (2018)
- Il villaggio dei dannati (The Midwich Cuckoos) – serie TV (2022)
- Departure - serie TV  (2022)

## Teatro (parziale)
- La gatta sul tetto che scotta di Tennessee Williams, regia di Rebecca Frecknall. Almeida Theatre di Londra (2024)

## Doppiatori italiani
Nelle versioni in italiano delle opere in cui ha recitato, Ukweli Roach è stato doppiato da:
- Simone Veltroni in StreetDance 3D, Il villaggio dei dannati
- Massimo Triggiani in The Royals
- Fabrizio Manfredi in Blindspot
- Luca Mannocci in Hard Sun
- Simone Crisari in Humans